# 東京方言
東京方言（日语：とうきょうほうげん）是指東京（旧称江戶）使用的日語方言，包括所谓山手话和江戶话。雖常有誤解認為日語共通語即是東京方言，但實際上東京方言也有不少特有的發音和詞彙。東京方言的前身江戶方言雖以本地的西關東方言為基礎，但融合了上方方言（以京都方言為主）、三河方言等西日本方言要素，因此成為自附近關東方言孤立的語言島。明治維新後，因外地人口大量流入，東京方言再次開始發生巨變。